# タラートプルー駅
タラートプルー駅（タラートプルーえき、タイ語 : สถานีตลาดพลู）は、タイ王国のバンコク都トンブリー区にある、タイ国有鉄道メークローン線及びバンコク・スカイトレイン シーロム線の駅である。
同じ駅名を付けられているが、2つの駅は1kmほど離れており、徒歩移動の場合は15分程度かかる。

## タイ国有鉄道　メークローン線（マハーチャイ線）

### 概要
タイ国有鉄道・メークローン線は、民営鉄道（私鉄）として開業した歴史を持ち、現在の当駅付近を含む東側区間のクローンサーン - マハーチャイ間（マハーチャイ線）が1905年1月4日にターチーン鉄道として、西側区間のバーンレーム - メークローン間が1907年7月12日にメークローン鉄道として、それぞれ開通している。
かつては電化され電車も運行されていたが、現在では気動車のみによる運行形態である。内燃化後もマハーチャイ線区間については運行本数も多く、時間帯により最短30分間隔での列車運行が行われている。

### 歴史
- 1905年1月4日  【開業】ウォンウィアン・ヤイ駅　-　 マハーチャイ駅 (31.22 km)
- 1908年10月6日 【合併】メークローン鉄道とターチーン鉄道が合併
- 1926年2月12日 【電化】クローンサーン駅- ワットサイ停車場
- 1927年            【電化】ワットサイ停車場- ワットシン駅
- 1931年            【電化】ワットシン駅- バーンボーン停車場
- 1942年1月26日 【軍事指揮下】メークローン鉄道軍事指揮下に入る
- 1945年10月25日 【民営化】メークローン鉄道軍事指揮下解除
- 1946年5月8日  【国有化】国がメークローン鉄道を200万バーツで購入
- 1955年            【電化廃止】クローンサーン駅- バーンボーン停車場
- 1961年1月1日  【廃止】クローンサーン駅　-　ウォンウィエン・ヤイ駅

### 駅構造
単式1面1線の地上駅である。

## バンコク・スカイトレイン　シーロム線

### 概要
2013年2月14日に、シーロム線がポーニミット駅より当駅まで路線延長され、それにともない終着駅として開業した。開業後約10ヶ月間は終着駅であったが同年12月5日にバーンワー駅まで延伸開業したことにより中間駅となった
。駅番号は「S10」。
運賃はウォンウィアン・ヤイ - バーンワーは乗車距離に関係なく15バーツ均一となった。この区間以外の駅より乗車の際にはウォンウィアン・ヤイ駅までの運賃に加えて15バーツが徴収される。

### 駅構造
高架式3層構造で地上部分はラチャプルック通りとなっており、2階部分は改札・連絡通路となっている、相対式ホーム2面2線の高架駅である。

### 駅階層
| 3階          |                                                          |                        |
| 相対式ホーム |                                                          |                        |
| 3番線・下り  | ウターカート、バーンワー方面                             |                        |
| 4番線・上り  | ポーニミット、サラデーン・サナームキラーヘンチャート方面 |                        |
| 相対式ホーム |                                                          |                        |
| 2階          | コンコース                                               | 自動券売機、自動改札口 |
| 1階          | 出入口                                                   | ラチャプルック通り     |

## 駅周辺
駅東側で交差するラッチャダーピセーク通りを挟んだ対面にバンコクBRTのラーチャプルック駅があり、ペデストリアンデッキで直結している。
- ザ・モール タープラ店